# WELL COME 2
WELL COME 2 （ウェル カム ツー）は米米CLUB25枚目のシングル。2006年7月19日発売。発売元はSony Music Records。

## 概要
1997年3月6日に解散した米米CLUBが9年振りに再結成を行った復帰第一弾シングル。シングル発売は解散直前である1997年1月25日発売「Special Love」以来、9年半振りの発売となり、今作は「新米CD+新舞DVD」3部作と題されたDVD付マキシシングル3ヶ月連続リリースの1作目となった。
今作からマキシシングル形態での発売となり、通常収録楽曲以外にも「BONUS SHOW TIME」として後日発売予定のアルバム予告編、そして米米のシングル・楽曲として初めてInstrumentalヴァージョンが収録された。「BONUS SHOW TIME」とは米米のライブにおける「アンコール」の意味である。
WELL COME 2という題名には「二度目のWELL COME」「良い（WELL）米（COMEをコメとも読めることから）」などの意味合いを持たせてある。

## 収録曲
1. WELL COME 2
(作詞・作曲・編曲:米米CLUB)
2. イッショケンメ・ソング
(作詞・作曲・編曲:米米CLUB)
3. アイコトバはア・ブラ・カダ・ブラ (米米CLUB vs HOME MADE 家族)
(作詞:米米CLUB・KURO / MICRO / U-ICHI　作曲:米米CLUB・KURO / MICRO / U-ICHI / TAKAHIRO WATANABE　編曲:米米CLUB)
4. BONUS SHOW TIME ～アルバム・ヨコクヘン～
(作詞・作曲:米米CLUB)
5. WELL COME 2 (Instrumental)
(作曲・編曲:米米CLUB)
6. イッショケンメ・ソング (Instrumental)
(作曲・編曲:米米CLUB)
7. アイコトバはア・ブラ・カダ・ブラ (Instrumental)
(作曲:米米CLUB・KURO / MICRO / U-ICHI / TAKAHIRO WATANABE　編曲:米米CLUB)

### DVD
1. WELL COME 2 (Video Clip)
-O'DOLL～SUE CREAM SUE-
2. イッショケンメ・ソング
3. WELL COME 2

## 参加ミュージシャン

### KOME KOME CLUB
- ジェームス小野田（小野田安秀）：ボーカル
- カールスモーキー石井（石井竜也）：ボーカル
- BON（大久保謙作）：ベース
- ジョプリン得能（得能律郎）：ギター
- BE（林部直樹）：ギター
- RYO-J（坂口良治）：ドラムス
- フラッシュ金子（金子隆博）：キーボード、サクソフォーン、コーラス
- MINAKO（金子美奈子）：ダンサー、コーラス
- MARI（天ヶ谷真利）：ダンサー、コーラス、パーカッション

### ADDITIONAL MUSICIANS
- 河合わかば：トロンボーン (BIG HORNS BEE)
- 佐々木史郎：トランペット (BIG HORNS BEE)
- 織田浩司：サクソフォーン (BIG HORNS BEE)
- 小林 太：トランペット (BIG HORNS BEE)
- 菅木真智子：コーラス、コーラスアレンジ(#2)
- 弦一徹：ストリングス
- 出口辰治：ヴィブラフォン(#2)
- KURO：ボーカル(#3) (HOME MADE 家族)
- MICRO：ボーカル(#3) (HOME MADE 家族)